# Aurore Bergé
Pour les articles homonymes, voir Bergé.
Aurore Bergé , née le 13 novembre 1986 à Paris 8e (France), est une femme politique française.
D'abord cadre de l'Union pour un mouvement populaire (UMP) puis des Républicains, elle est élue conseillère municipale de Magny-les-Hameaux et conseillère de l'agglomération de Saint-Quentin-en-Yvelines en 2014.
Elle rejoint l'équipe de campagne d'Emmanuel Macron en vue de l'élection présidentielle de 2017, avant d'être élue députée dans la 10e circonscription des Yvelines lors des élections législatives de la même année. À l'Assemblée nationale, elle est membre de la commission des Affaires culturelles et de l'Éducation. Elle est également porte-parole de LREM, chargée de la cellule « riposte », de janvier 2019 à septembre 2020.
Tête de liste LREM dans les Yvelines pour les élections régionales de 2021 en Île-de-France, elle est élue conseillère régionale.
Elle devient en 2020 présidente déléguée du groupe LREM à l'Assemblée nationale, chargée du travail législatif, et après sa réélection en 2022, présidente du même groupe.
En juillet 2023, elle est nommée ministre des Solidarités et des Familles dans le gouvernement Élisabeth Borne, elle devient ministre des Solidarités et des Familles, Fadila Khattabi lui est rattachée en tant que Ministre chargée des personnes handicapées.
En janvier 2024, elle devient ministre chargée de l'Égalité entre les femmes et les hommes et de la lutte contre les Discriminations, poste qu'elle récupère fin décembre 2024 dans le gouvernement François Bayrou.

## Biographie

### Famille
Née dans le 8e arrondissement de Paris, Aurore Bergé est la fille de la comédienne Dominique Dumont née en 1950 et d'Alain Bergé dit Alain Dorval (1946-2024) acteur et chef d'entreprise français,. Elle grandit dans les Yvelines, à Versailles et Méré.
En juin 2009 à Wingles, elle épouse Nicolas Bays. Le couple choisit comme témoins Roselyne Bachelot, alors ministre de la Santé et des Sports, et Pierre Moscovici, alors député. Ils n'hésitent alors pas à médiatiser leur couple qui partage des opinions politiques opposées. le couple se sépare en 2015,.

### Formation
Aurore Bergé effectue sa scolarité à Versailles, d'abord à l'école Colonel-de-Bange puis au lycée privé Saint-Jean-Hulst et adhère à l'UMP dès ses 16 ans. Elle étudie à Sciences Po Paris, où elle obtient un master affaires publiques (promotion 2009), fait des stages auprès de députés européens, notamment auprès de Roselyne Bachelot au Parlement européen, puis est embauchée par une agence de communication, Agence Publics d'abord, l'agence qui a organisé tous les grands meetings de Nicolas Sarkozy lors de la présidentielle 2012, puis chez Spintank, auprès de Nicolas Vanbremeersch, et Hopscotch Groupe, en tant que directrice de clientèle,.

### Vie privée
En octobre 2022, elle donne naissance à son premier enfant, une fille dont le père est le député Grégory Besson-Moreau.

## Carrière

### Communication
Elle a travaillé dans trois agences de communication et de lobbying : Spintank, Agence Publics et Hopscotch Groupe,.

### Débuts à l'UMP et LR
Elle adhère à l'Union pour un mouvement populaire (UMP) à l'âge de 16 ans, à la suite de la présence de Jean-Marie Le Pen au second tour de l'élection présidentielle de 2002. Elle est responsable des Jeunes Populaires dans le département des Yvelines entre 2005 et 2008, nommée par le président du conseil général des Yvelines Pierre Bédier et évoluant sous l'égide de Valérie Pécresse, présidente de la fédération UMP du département. Elle milite à Sciences Po Paris dans les rangs de l'Union nationale inter-universitaire (UNI), un syndicat étudiant classé à droite.
En 2008, elle se présente une première fois à la présidence des Jeunes Populaires avec Mathieu Guillemin. Selon Le Monde, les deux candidats retirent leur candidature au profit de Benjamin Lancar sous la pression de responsables UMP et doivent rallier la liste de la majorité,.
Elle est candidate aux élections municipales de Versailles en 2008 sous la liste Ensemble pour Versailles menée par Bertrand Devy,.
En 2010, elle se présente à nouveau à la présidence des Jeunes Populaires. Elle est finalement battue à plus de 78 % des suffrages exprimés par le président sortant Benjamin Lancar dans un scrutin soupçonné d'irrégularités,.
Elle est candidate sur la liste de Valérie Pécresse lors des élections régionales de 2010 en Île-de-France, mais sa position dans la liste ne lui permet pas de siéger au conseil régional durant ce mandat.
Elle soutient François Fillon lors du congrès de l'UMP de 2012,.
Elle devient conseillère politique à l'UMP en janvier 2013, sous la présidence de Jean-François Copé.
Sous les recommandations de Valérie Pécresse, elle s'installe en 2013 à Magny-les-Hameaux dans les Yvelines afin de briguer la mairie de cette ville jusqu'alors ancrée à gauche. En 2014, à l'âge de 27 ans, elle est investie par l'UMP et l'UDI pour les élections municipales dans la commune. Sa liste perd les élections avec 42 % des voix contre 58 % face au maire socialiste sortant Bertrand Houillon. Elle devient néanmoins conseillère municipale à Magny-les-Hameaux dans les rangs de l'opposition et conseillère communautaire de l'agglomération de Saint-Quentin-en-Yvelines, mais ses absences aux séances du conseil communautaire sont relevées par Le Canard enchaîné.
Selon le magazine d’extrême droite Valeurs actuelles, elle tente d'obtenir la 6e position sur la liste UMP des élections européennes de 2014 mais n'aurait pas été retenue par l'UMP car jugée comme n'étant pas suffisamment à droite après avoir soutenu la loi Taubira.
Elle soutient Nicolas Sarkozy lors de l'élection présidentielle de 2012 et lors du congrès de l'UMP de 2014,. Elle soutient François Fillon face à Jean-François Copé lors de l’élection du président de l'UMP en 2013. Elle se détourne de François Fillon lors des primaires de la droite et du centre de 2016 en faveur de la centriste Nathalie Kosciusko-Morizet en vue de l'élection présidentielle de 2017. Elle quitte LR après avoir rejoint La République en marche en février 2017.

### Campagne présidentielle de 2017
Libération indique qu'elle soutient Nathalie Kosciusko-Morizet pour la primaire de la droite et du centre de 2016. Cependant, elle apparaît dans l'organigramme de la campagne d'Alain Juppé, au sein duquel elle est responsable de la veille et de l'activisme sur les réseaux sociaux au sein du pôle numérique, aux côtés de Xavier Moisant et d'Eve Zuckerman. Sa participation à cette campagne et son soutien à Nathalie Kosciusko-Morizet lors des élections municipales de 2014 à Paris, deux scrutins qui se sont soldés par des défaites, amènent Le Lab (Europe 1) à la qualifier de « chat noir »,.
En février 2017, Aurore Bergé se rallie à la campagne d'Emmanuel Macron et tente de rallier une cinquantaine de collaborateurs d'anciens ministres sous les présidences de Jacques Chirac ou Nicolas Sarkozy,. Ce ralliement engendre des moqueries sur les réseaux sociaux en mettant en évidence le nombre de candidats qu'elle a soutenus depuis le début de sa carrière politique, l'amenant à être qualifiée de « girouette » ou d'« opportuniste »,, mais allant également jusqu'à des insultes sexistes. En réaction Aurore Bergé et certains internautes dénoncent : « Faux comptes, mensonges, misogynie et vulgarité ». Par ailleurs, la femme politique considère que ces moqueries sont la « marque de ses opposants ».

### Députée de laXVelégislature

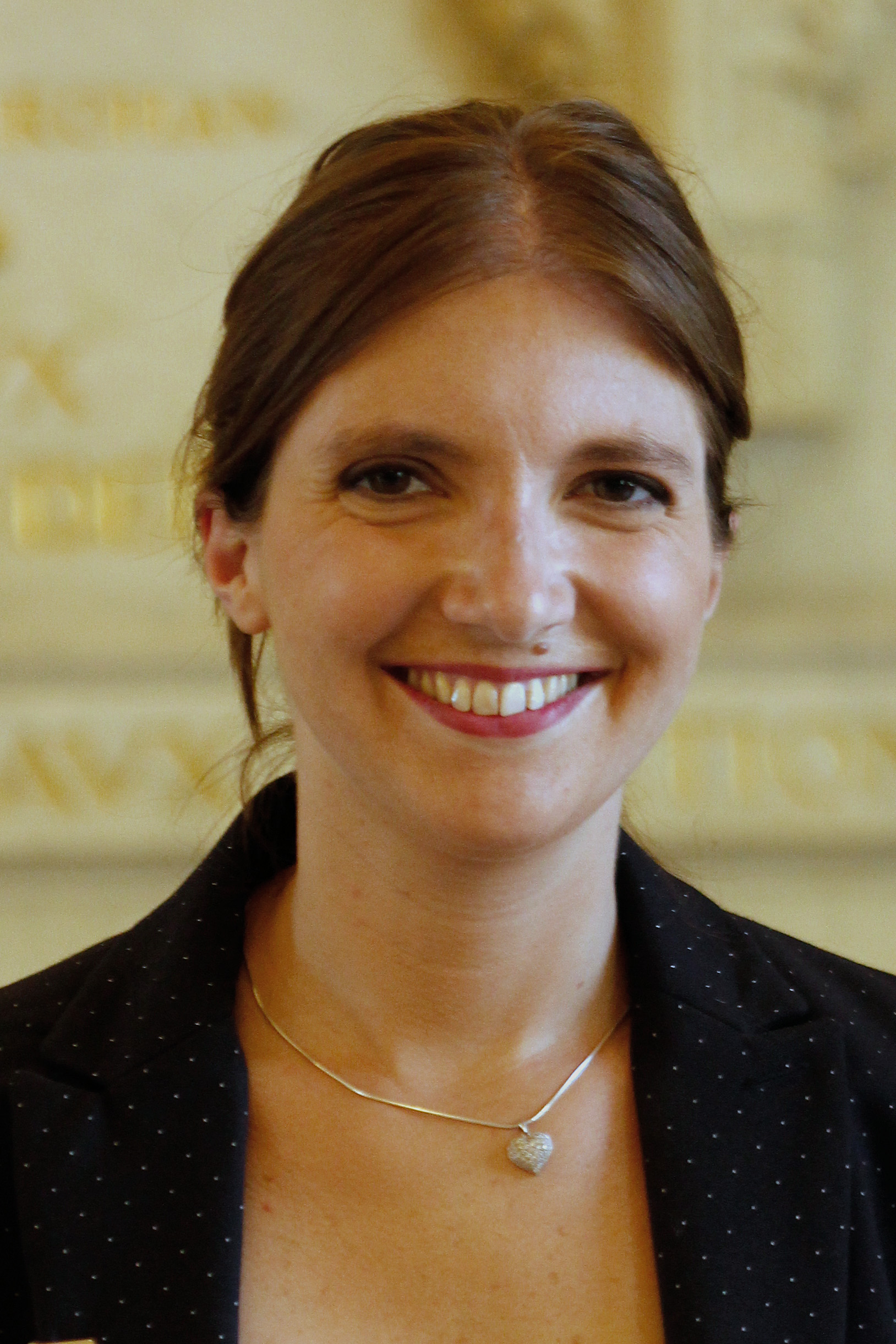
Aurore Bergé en 2017.

#### Élection
Le 11 mai 2017, elle est investie par le parti La République en marche pour les élections législatives dans la dixième circonscription des Yvelines (circonscription différente de celle où se trouve sa ville d'élection Magny-les-Hameaux), dont le député sortant est le président du Parti chrétien-démocrate Jean-Frédéric Poisson. Elle reçoit le soutien d'Alain Juppé, Nicolas Hulot, ministre de la Transition écologique et solidaire et d'Erik Orsenna, académicien résidant dans cette circonscription.
Aurore Bergé arrive en tête lors du premier tour avec 46,63 % des voix contre 19,12 % pour Jean-Frédéric Poisson soutenu par LR. Elle est élue au second tour avec 64 % des suffrages exprimés.

#### Au sein de LREM et du groupe LREM
Le 27 juin 2017, Aurore Bergé est nommée porte-parole du groupe La République en marche à l’Assemblée nationale, avec Stanislas Guerini, Olivia Grégoire et Hervé Berville.
En septembre 2018, après la nomination de François de Rugy au gouvernement, elle soutient la candidature de Richard Ferrand à la présidence de l'Assemblée nationale. Elle soutient ensuite Gilles Le Gendre pour lui succéder à la présidence du groupe LREM, puis Stanislas Guerini pour succéder à Christophe Castaner comme délégué général de LREM.
Le 24 janvier 2019, Stanislas Guérini, le délégué général du parti la nomme porte-parole du mouvement La République en marche,.
Lors des élections municipales de 2020, à Rambouillet, elle figure en 4e position sur la liste de Gilles Schmidt, son suppléant à l'Assemblée nationale, qui arrive en troisième position sur trois au second tour avec 16,10 % des voix,. La liste n'obtenant que trois sièges, Aurore Bergé n'est pas élue membre du conseil municipal.
Après les anciens ministres François de Rugy et Christophe Castaner, elle se déclare candidate à la succession de Gilles Le Gendre à la présidence du groupe La République en marche à l'Assemblée nationale,. À l’issue du premier tour, le 9 septembre 2020, elle se qualifie pour le second tour avec 81 voix, arrivant alors en deuxième position derrière Christophe Castaner. Elle reçoit le soutien de François de Rugy pour le second tour. Le lendemain, elle est battue par Christophe Castaner avec 45,28 % des voix. Après son élection, Christophe Castaner la nomme présidente déléguée du groupe chargée du travail législatif, un poste qu'elle partage avec Coralie Dubost.
En septembre 2020, elle démissionne de ses fonctions de porte-parole et quitte le bureau exécutif de LREM, contestant le « choix d'organisation » du délégué général Stanislas Guerini et celui d'organiser des élections internes seulement après les élections locales de 2021,.
Tête de liste LREM dans les Yvelines pour les élections régionales 2021 en Ile-de-France, elle est élue conseillère régionale.

#### Travaux parlementaires
En janvier 2018, Aurore Bergé est nommée rapporteure de la mission d’information sur une nouvelle régulation de la communication audiovisuelle dont l'objectif est de « faire réfléchir à une révision de la loi du 30 septembre 1986 relative à la liberté de communication »,.
En octobre 2018, la députée est rapporteure d'un rapport de 40 propositions pour une nouvelle régulation de l'audiovisuel, qui serviront de base pour les discussions sur la future loi audiovisuelle qui devrait être présentée à l'été 2019.
En 2019, Aurore Bergé intègre la commission spéciale de l’Assemblée chargée de la révision des lois de bioéthique et devient référente du projet de loi bioéthique pour le groupe LREM,.
En août 2019, elle est chargée par le Premier ministre d’une mission auprès du ministre de la Culture visant à définir une émancipation culturelle auprès de tous les citoyens,,,,. Elle remet son rapport composé de 60 propositions en février 2020.
En avril 2020, elle est nommée référente du groupe de travail de l'Assemblée nationale sur le suivi de la crise sanitaire et de ses impacts dans le secteur culturel. Elle fait voter un amendement qui propose un changement rapide sur la législation du régime intermittent en vigueur durant la pandémie de Covid-19, ainsi qu'une compensation financière durant les jours de carences passés et futurs, jusqu'à la réouverture des lieux culturels,. La députée obtient également une avancée concernant le statut des solistes qui ne sont pas intermittents.
À l’été 2019 à la suite du départ d’Elise Fagjeles, elle devient présidente du groupe d'amitié France-Israël à l'Assemblée nationale.
En janvier 2021, elle dépose, en compagnie de Jean-Baptiste Moreau, un amendement au projet de loi confortant les principes républicains afin d'intégrer une disposition visant à interdire le port du voile pour les jeunes filles. Néanmoins, l'amendement est jugé irrecevable par la commission.
En février 2021, elle devient membre de la commission spéciale sur le projet de loi portant lutte contre le dérèglement climatique et renforcement de la résilience face à ses effets,.

### Députée de laXVIelégislature

#### Élection
Lors des élections législatives de 2022, elle se représente pour son siège de la 10e circonscription des Yvelines, investie le 7 mai par la majorité présidentielle. Elle est réélue avec 63,27 % des suffrages exprimés au second tour, face au candidat de la NUPES Cédric Briolais. Elle quitte l’hémicycle en juillet 2023 après avoir été nommée ministre chargée des Solidarités et des Familles dans le gouvernement d’Élisabeth Borne, son suppléant Philippe Emmanuel devient alors député selon l'application du principe de séparation des pouvoirs.

#### Présidente du groupe parlementaire Renaissance
Le 22 juin 2022, Aurore Bergé est élue dès le premier tour d'un vote interne par ses pairs comme présidente du groupe Renaissance à l'Assemblée nationale,,. Fin 2022, à l'approche du terme de sa grossesse, elle cède temporairement son poste de présidente en faveur de Sylvain Maillard, vice-président du groupe Renaissance.
En juillet 2023, elle quitte l’hémicycle et son poste de présidente du groupe Renaissance au sein de l'Assemblée nationale après avoir été nommée ministre chargée des Solidarités et des Familles dans le gouvernement d’Élisabeth Borne.

#### Conseil d’administration de France Télévisions
Elle est nommée au conseil d’administration de France Télévisions en octobre 2022. Sa nomination suscite des critiques des syndicats concernant l'indépendance du groupe vis-à-vis du gouvernement. Selon l'intersyndicale ce type de poste est « traditionnellement attribué aux président-e-s des commissions des affaires Culturelles de l’Assemblée nationale et du Sénat ». Aurore Bergé se défend en précisant que celui-ci revenait automatiquement à un député de la majorité et qu'elle était « la députée la plus engagée sur les questions audiovisuelles ».

### Ministre des Solidarités et des Familles
Le 20 juillet 2023, Aurore Bergé est nommée ministre chargée des Solidarités et des Familles et intègre le gouvernement d’Élisabeth Borne,. Elle prend Constance Bensussan en tant que directrice de Cabinet. Dans le contexte de sa nomination, elle affirme ne pas être devenue ministre « pour ajouter une ligne sur Wikipédia ». Peu de temps après sa nomination, elle indique vouloir réduire la durée du congé parental tout en augmentant sa rémunération.
Elle lance le Pass Colo permettant aux enfants des familles de milieu modeste et des classes moyennes d'avoir accès aux vacances,.
Aux côtés de la Première Ministre, Aurore Bergé lance le Pacte des Solidarités le 18 septembre 2023 à Matignon visant à renforcer la lutte contre la pauvreté, notamment des femmes et des enfants,. Ayant également la responsabilité du Grand Âge, elle obtient un plan de soutien exceptionnel pour les EHPAD en difficulté et fait adopter la loi pour le Bien Vieillir,,.
Elle a également dans son portefeuille le service public de la petite enfance. Elle est à l'initiative de deux missions à la suite du rapport de l'IGAS sur la qualité d'accueil et le prévention des maltraitances dans les crèches d'avril 2023. La première concerne le financement des micro-crèches et la seconde concerne la construction des référentiels des pratiques professionnelles inspirés de la Charte nationale d'accueil du jeune enfant.
Aurore Bergé a également permis une modification de la loi, garantissant aux inspections (IGAS - IGF) d'effectuer des contrôles directement au siège des grands groupes de crèches. Elle plaide également pour une revalorisation des professionnels de la petite enfance avec plus de 200 millions d'euros par an en assurant qu'aucun euro ne serait versé aux groupes s'ils ne respectent pas des engagements très clairs sur la qualité d'accueil,,,.

### Ministre de l'Égalité entre les femmes et les hommes et de la Lutte contre les discriminations
Le 11 janvier 2024, elle est nommée ministre déléguée chargée de l’Égalité entre les femmes et les hommes et de la Lutte contre les discriminations.
Elle présente la première stratégie nationale de lutte contre le système prostitutionnel,.
En décembre 2024, elle retrouve son poste de ministre de l'Egalité entre les femmes et les hommes et de la Lutte contre les discriminations.
À la suite de sa nomination, elle annonce notamment la relance des Assises de lutte contre l'antisémitisme.

## Positions politiques

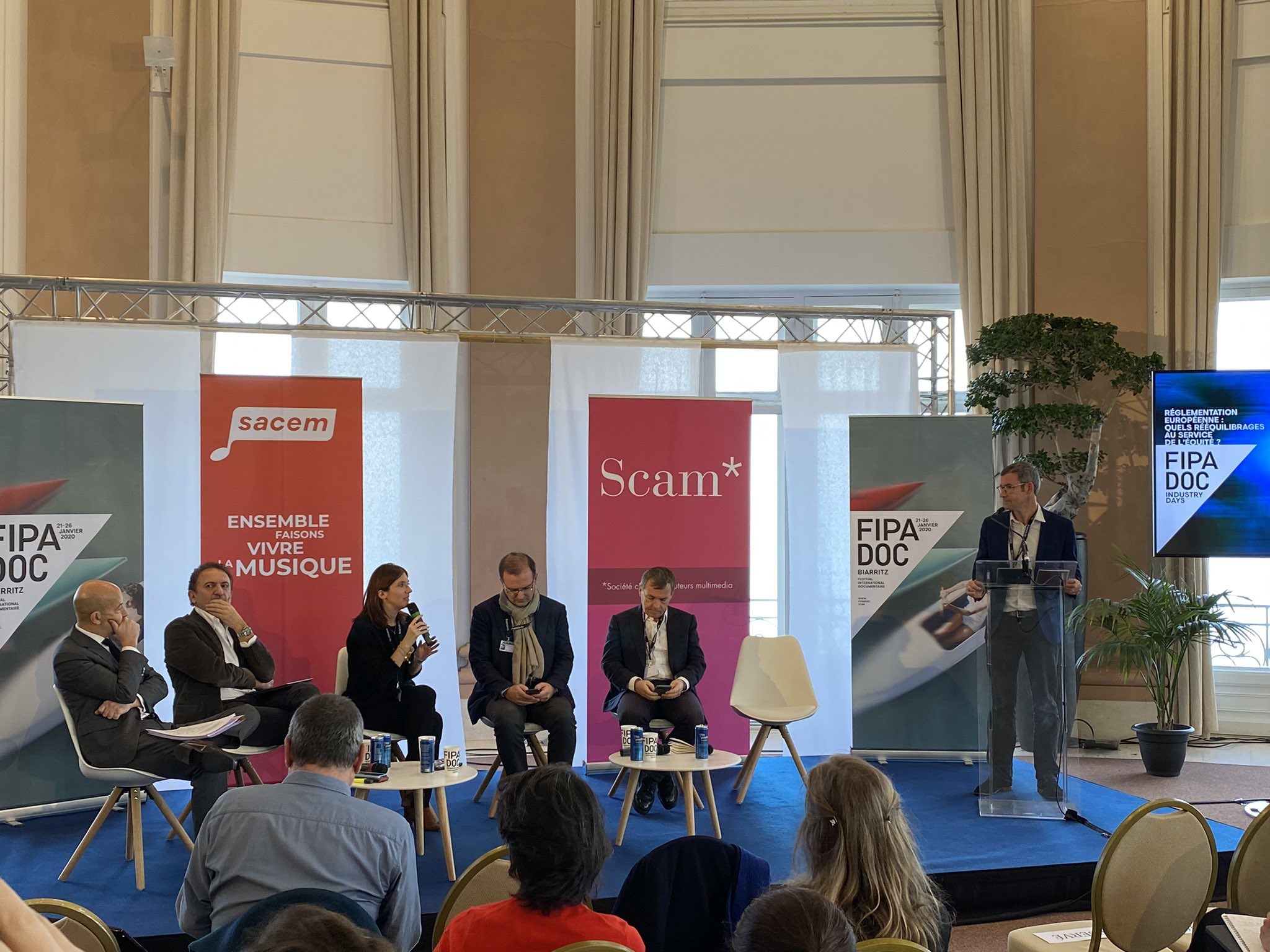
Aurore Bergé au Festival international de programmes audiovisuels documentaires de Biarritz (FIPADOC) 2020.

### Orientation générale
Libération la présente comme une « européiste laïque, libérale sur les questions économiques et de mœurs ». Elle présente l'ancienne Première ministre britannique Margaret Thatcher comme une « source d'inspiration »,.
En février 2017, elle annonce ne plus se reconnaître lorsque Les Républicains ont appelé à défiler contre le mariage pour tous et lorsque le parti choisit François Fillon comme candidat pour la présidentielle. Elle reproche notamment au candidat « de revenir sur l’adoption plénière pour les couples homosexuels, créant de fait une discrimination entre les enfants en raison de l’orientation sexuelle de leurs parents » et de faire « de l’IVG un sujet de l’élection présidentielle ».

### Mariage pour tous, PMA et IVG
En janvier 2013, lors du processus législatif de la loi ouvrant le mariage et l'adoption aux couples de personnes de même sexe, elle prend position pour le mariage homosexuel, à contrecourant de son parti politique qui appelait à manifester contre le projet de loi, et après s'y être elle-même opposée peu de temps avant. Affirmant son attachement aux valeurs d'égalité, de dignité et sa volonté de protéger toutes les familles, elle précise qu'elle aurait cependant préféré une union civile et un statut des beaux-parents, qu'elle est attachée à l'altérité homme-femme au sein de la cellule parentale, qu'elle ne comprend pas « les expressions “deux mamans” ou “deux papas” » et qu'elle est dubitative sur l'adoption homoparentale et la procréation médicalement assistée (PMA) pour les couples de femmes. Elle accuse François Hollande d'être responsable de la « libération » des déclarations homophobes en jouant des oppositions entre pro et contre mariage pour tous,.
En novembre 2016, elle se fait passer pour une femme désirant avorter auprès de sites supposés assurer un service d'écoute et d'aide pour les femmes s'interrogeant sur une interruption de grossesse mais qui sont en réalité tenus par des militants hostiles à l'IVG. Aurore Bergé souhaitait démontrer que le site interrogé avait recours à la désinformation pour détourner les femmes de l'avortement. En réponse, le site incriminé porta plainte pour « diffamation par voie de presse » envers l'élue.
En 2017, elle se déclare désormais favorable à l'ouverture de la PMA à toutes les femmes, plaidant « un enjeu d'égalité des droits ». Elle reste cependant opposée à la gestation pour autrui et précise que celle-ci n'était pas un projet du gouvernement.
En 2022, elle déclenche des tensions au sein de son groupe parlementaire après avoir reçu et loué Marguerite Stern et Dora Moutot, deux femmes se déclarant "femellistes" et régulièrement jugées transphobes (TERF), après qu'elles ont publié une tribune contre l'accompagnement des hommes trans lors de leur grossesse par le Planning familial. La même année, alors rapporteure du texte de loi visant à inscrire l'accès à l'IVG dans la Constitution, elle dépose un amendement qui vise à remplacer l'alinéa « Nul ne peut être privé du droit à l'interruption volontaire de grossesse » par « nulle femme ne peut être privée du droit à l'interruption volontaire de grossesse ». Les associations et les militants LGBTQI+ dénoncent un « caractère foncièrement transphobe » de l'amendement, qui exclut de fait les hommes trans de ce projet de constitutionnalisation de l'IVG. La députée affirme pour sa défense que cet amendement s'appuie sur une préconisation du Conseil national des barreaux et vise à empêcher qu'une personne extérieure puisse imposer une IVG à une autre.
Le Congrès inscrit finalement l'accès à l'IVG dans la Constitution en mars 2024 à la suite du travail qu'elle a mené avec la députée Mathilde Panot et les sénatrices Mélanie Vogel et Laurence Rossignol. Entrée au gouvernement entre-temps, c'est elle qui porte le projet de révision constitutionnelle avec le ministre de la Justice Éric Dupond-Moretti.

### Économie
En 2019, Aurore Bergé se dit favorable à l'Accord économique et commercial global (CETA) et vote en sa faveur.
En 2022, elle présente un amendement visant à alléger les droits de succession sur l'héritage, ce qui conduit à une querelle interne entre les députés Renaissance,.
En juillet 2025, dans le cadre de la controverse sur la loi Duplomb adoptée au début du mois, Aurore Bergé défend la mesure de réintroduction dérogatoire de certains néonicotinoïdes en indiquant ne pas vouloir « tuer » l'agriculture française tant qu'il n'y a pas d'alternative à l'acétamipride. Elle affirme également qu'« il a été scientifiquement démontré qu'il n'y avait pas de dangerosité en matière de santé publique, notamment sur la question cancérigène ».

### Laïcité
Durant la XVe législature, elle intègre un groupe de travail de la majorité LREM qui a pour but d’alimenter le projet de loi du gouvernement visant à organiser et encadrer le financement du culte musulman.
Elle est proche des cadres et de la ligne du Printemps républicain,.
En octobre 2019, des députés LREM se désolidarisent d'elle sous le hashtag #NotInMyName lorsqu'elle annonce son intention de voter la proposition de loi d'Éric Ciotti (LR) visant à interdire le port du voile aux accompagnantes lors des sorties scolaires. À cette occasion, elle se déclare, plus largement, favorable à l'interdiction de « tous les signes religieux ostensibles dans les collectivités locales ou pour les accompagnatrices scolaires ».

### Politique internationale
Aurore Bergé tient des positions pro-israéliennes,,. En février 2024, elle menace de supprimer les subventions aux associations féministes ayant tenu des « propos ambigus » sur l'attaque du Hamas contre Israël de 2023,,. Elle diligente une enquête de son ministère sur les associations, qui n'aboutit en mars 2024, à aucun résultat.
En février 2022, elle appelle à l'unité la classe politique française, et plus largement tous les gouvernements européens, face à l'invasion de l'Ukraine par la Russie.

## Caricatures de ses positions et menaces de mort
En 2018, Le Monde rapporte que de fausses citations d'Aurore Bergé sont relayées de façon récurrente sur les réseaux sociaux et partagées sur des sites d'extrême droite sans qu'il en soit précisé un caractère parodique, le quotidien précise que cela engendre critiques et insultes sur les réseaux sociaux pour des propos qu’elle n’a pas tenus.
Le 24 mars 2023, Aurore Bergé dénonce sur Twitter des menaces de mort à son encontre et son enfant. Cet événement crée une rumeur ; des internautes accusent les députées Bergé et Lebec d’avoir elles-mêmes rédigé ces menaces, mais la manipulation n'a jamais été prouvée,.

## Affaires judiciaires

### Plainte pour diffamation par le rappeur Médine
Le 23 février 2021, le rappeur normand Médine porte plainte pour diffamation publique avec constitution de partie civile, après qu'Aurore Bergé l'a qualifié de « rappeur islamiste »,. Elle est relaxée le 13 mars 2025.

### Accusation de collusion avec le lobby des crèches privées et de faux témoignage sous serment
La crise autour des maltraitances dans les crèches privées se poursuit pendant ses fonctions de ministre des Solidarités et des Familles. Dans le livre Les Ogres, le journaliste Victor Castanet affirme que durant cette période, la ministre aurait entretenu des rapports étroits avec Elsa Hervy, porte-parole de la Fédération française des entreprises de crèches (FFEC), afin de limiter l'ampleur du scandale médiatique après la mort d’une fillette de 11 mois dans un établissement du groupe "People & Baby". Dans ce cadre, les deux femmes auraient convenu d'un « pacte de non agression ».
Interrogée à la suite de ces révélations, Aurore Bergé a démenti « toute proximité ou forme de copinage »,. Le 9 octobre 2024, à l'initiative de députés insoumis et écologistes, le bureau de l'Assemblée nationale a décidé, par dix voix contre neuf, de demander des poursuites judiciaires à charge d'Aurore Bergé du chef de faux témoignage, l'ancienne ministre ayant nié sous serment lors d'une commission d'enquête parlementaire avoir des liens avec Elsa Hervy, alors que le journaliste Victor Castanet a publié notamment un courriel où Aurore Bergé aurait écrit d'Elsa Hervy : « C’est surtout une copine :) Elle sera très aidante avec moi ». Le 31 janvier 2025, la Cour de justice de la République ouvre une enquête pour « faux témoignage » contre Aurore Bergé à la suite du signalement du bureau de l'Assemblée nationale, un délit passible de 5 ans d’emprisonnement et 75 000 euros d’amende. Une perquisition a eu lieu aux domiciles d'Aurore Bergé et d'Elsa Hervy, en février 2025, dans le cadre de cette enquête, ainsi qu'à la Fédération Française des Entreprises de Crèches,.

## Polémiques
En février 2019, Aurore Bergé se dit victime de cyber-harcèlement à la suite de l'affaire de la Ligue du LOL qui remonte à 2010.
Le 30 janvier 2020, une polémique se crée sur les réseaux sociaux à la suite de plusieurs articles de presse relayant les noms des députés, dont celui d'Aurore Bergé, ayant voté contre la proposition de loi visant à « instaurer un congé de deuil de douze jours consécutifs pour le décès d'un enfant mineur ». Aurore Bergé explique ne pas avoir été « au courant du vote de cette mesure », ayant donné son vote par délégation. Elle a depuis demandé à l'Assemblée nationale une rectification de son vote.
En 2022, elle déclenche des tensions au sein de son groupe parlementaire après avoir reçu et loué Marguerite Stern et Dora Moutot, deux personnalités régulièrement jugées transphobes qui ont publié une tribune contre l'accompagnement des hommes trans lors de leur grossesse par le Planning familial,. Ce rapprochement inquiète l'association SOS homophobie lui reprochant, lors de sa nomination comme ministre des Solidarités et des Familles, de s'être opposée à « l'égalité des droits dans un passé récent ». En 2024, elle apporte son soutien à la communauté trans lors de l'examen d'une proposition de loi au Sénat.
Dans le cadre de la guerre de Gaza, elle multiplie les déclarations relayant des rumeurs au sujet de prétendues exactions commises par le Hamas : un bébé mis dans un four, femmes enceintes éventrées. Toutes ces informations sont finalement identifiées comme des fake news.
Le Canard enchaîné révèle que son entourage lui reproche ses méthodes de management. Selon le journal, sa nomination au gouvernement en 2023 serait une exfiltration de l'Assemblée, où « une partie du groupe Renaissance ne supportait plus sa présidente, son « fonctionnement clanique » et les « humiliations » dont elle était coutumière ». Les méthodes d'Aurore Bergé n'auraient pas changé au gouvernement : le journal recense cinq démissions dans son cabinet au cours de ses six mois au ministère des Solidarités et des Familles, puis trois démissions dans les trois premiers mois à la tête du ministère de l'Egalité entre les femmes et les hommes et de la Lutte contre les discriminations.
En avril 2024, Mediapart révèle qu'Aurore Bergé, alors ministre chargée de la Lutte contre les discriminations, a annulé, contre l'avis de son administration, le recrutement d'une haute fonctionnaire au poste de directrice régionale déléguée aux droits des femmes et à l’égalité pour la région Centre-Val de Loire, en raison d'opinions politiques jugées trop proches de celles de Benoît Hamon,,.
En septembre 2024, le journaliste Victor Castanet publie Les Ogres, un livre sur les crèches privées où il dénonce la collusion d'Aurore Bergé avec le lobby de ces crèches alors qu'elle était ministre de tutelle du secteur. Celle-ci dément et indique porter plainte contre le journaliste en diffamation. Les groupes d'opposition écologistes et insoumis à l'Assemblée nationale demandent alors à sa présidente, Yaël Braun-Pivet, d'inscrire la question d'une procédure pour parjure à l'ordre du jour, pour avoir potentiellement caché ses liens d'intérêts lors d'une commission d'enquête sur le modèle économique des crèches. La présidente de l'Assemblée nationale s'y oppose. À la suite de la plainte d'Aurore Bergé, Victor Castanet dévoile certains documents qui prouvent, selon lui, l'entente entre Aurore Bergé et Elsa Hervy, déléguée générale de la Fédération française des entreprises de crèches. Le bureau de l'Assemblée nationale vote le 9 octobre la transmission au procureur d'une demande d'engagement de poursuites pour faux témoignage,. En janvier 2025, une information judiciaire est ouverte par la Cour de justice de la République pour ces faits allégués
En décembre 2024, le journaliste Loïc le Clerc signe un article dans la revue Regards, intitulé « Pourquoi déteste-t-on Aurore Bergé ? », où il indique que l'opportunisme politique d'Aurore Bergé ferait d'elle une personnalité « détestée », du moins peu aimée de la droite et de la gauche.
En avril 2025, Aurore Bergé dénonce sur les réseaux sociaux le fait qu’une boulangerie de Strasbourg a été prise d’assaut par des manifestants pro-palestiniens « car elle serait israélienne. », une information démentie par la préfecture du Bas-Rhin.

## Publication
- Avec Élodie Massé et Élise Vouvet, Alter-égales : essai, Éditions Normant, 2011, 121 p. (ISBN 978-2-915685-53-4)[184].
- Nos combats pour la République, Editions Robert Laffont, 2025, 162 p. (ISBN 9782221278840)